# تپه کشاورز ۲
تپه کشاورز ۲ مربوط به هزاره ۱- سدهٔ ۶ تا ۸ ه.ق است و در شهرستان شاهین دژ، بخش کشاورز، روستای کشاورز واقع شده و این اثر در تاریخ ۲۷ مرداد ۱۳۸۲ با شمارهٔ ثبت ۹۷۰۵ به‌عنوان یکی از آثار ملی ایران به ثبت رسیده است.